# Harry’s (Unternehmen)
Mammoth Brands, vor April 2025 Harry’s, ist ein in New York ansässiges Unternehmen mit Niederlassungen in London und Eisfeld, das Rasier- und Pflegeprodukte für Männer und Frauen herstellt. Am Produktionsstandort des Unternehmens in Eisfeld, Südthüringen, den es seit 1920 gibt, werden die Rasierklingen hergestellt.

## Geschichte
Harry’s wurde 2013 von Jeff Raider und Andy Katz-Mayfield als Marke für Rasierprodukte gegründet.
Im Jahr 2012 erklärte sich die Feintechnik GmbH Eisfeld, der deutsche Hersteller der Rasierklingenmarke Croma, bereit, das Rasierklingensteckmodul für Harry’s anzupassen. 2014 kaufte Harry’s die Feintechnik für 100 Millionen US-Dollar von zwei Private-Equity-Firmen aus Österreich und der Schweiz, die das Unternehmen 2007 erworben hatten.
Am Standort in Eisfeld wurde seit der Übernahme die Mitarbeiterzahl verdoppelt und der Standort weiter ausgebaut. Ein Jahr nach dem Zusammenschluss entstand ein neues Produktionsgelände, 2017 folgte die Eröffnung einer zweiten, neu gebauten Produktionshalle. Der weitere Ausbau des Harry’s-Campus in Eisfeld ist geplant.
Einer Übernahme durch Edgewell Personal Care für knapp 1,2 Milliarden US-Dollar bis März 2020 versagte die US-Kartellbehörde die Zustimmung.
Am 9. April 2025 firmierte Harry‘s um in Mammoth Brands, da das Unternehmen über die Marke Harry‘s hinaus zu einem großen Hersteller für consumer packaged goods (von Konsumenten regelmäßig gekaufte verpackte Verbrauchsprodukte) mit einem größeren Spektrum von Marken gewachsen war.
Im Mai 2025 kündigte das Unternehmen an, an seinem einzigen Produktionsstandort Eisfeld in den kommenden zwei Jahren jeweils zweistellige Millionenbeträge in eine neue Produktlinie zu investieren.

## Finanzierung
Von 2012 bis 2014 erhielt Harry’s schätzungsweise 287 Millionen US-Dollar aus verschiedenen Quellen, wobei Tiger Global Management als Hauptinvestor fungierte.
Im Jahr 2015 erhielt Harry’s eine Finanzierung der Serie C in Höhe von 75,6 Millionen US-Dollar, angeführt von Wellington Partners, wodurch sich der Wert von Harry’s auf 750 Millionen US-Dollar erhöhte.
Im Februar 2018 sammelte Harry’s 112 Millionen US-Dollar in der Serie D, die von Alliance Consumer Growth und Temasek gemeinsam mit Tao Capital Partners finanziert wurden.